# Höllentalangerhütte
La Höllentalangerhütte est un refuge de montagne du Club alpin allemand dans le Wetterstein. Elle appartient à la section de Munich. La cabane à 1 387 m d'altitude dans l'étroite vallée entre les crêtes du Höllental-Blassen et du Waxenstein-Riffelwand est gardée de fin mai à mi-octobre.

## Histoire
Après que les chemins vers le Höllental furent élargis par la section munichoise du Club alpin germano-autrichien en 1882, elle construit la première Höllentalhütte en 1893-1894. La cabane en rondins propose 6 matelas et 16 réserves de foin sur une superficie de 40 m2 et est inaugurée le 16 juin 1894. En 1907, un bâtiment de service est construit sous la cabane, qui est agrandie en 1909 en surélevant le toit pour y aménager un grenier. Une caserne temporaire suit en 1924, qui est remplacée en 1925 par une autre extension, qui est inaugurée le 26 juillet 1925. Les bâtiments précédents sont reliés entre eux et la cabane retrouve sa dernière apparence jusqu'à sa démolition en 2013. Une alimentation électrique par une turbine à eau est installée. En 1954, de nouvelles toilettes sont ajoutées et une station d'épuration est construite. Cette extension légère est détruite au printemps 1963 par la pression atmosphérique d'une avalanche de poussière, puis reconstruite en une structure solide. En 1964 un générateur diesel remplace la petite centrale hydroélectrique et depuis 1968 un téléphérique en matériel alimente la cabane. Enfin, la cabane offre 80 espaces de rangement.
Dans le cadre de la démolition complète en 2013, la cabane en rondins, la « cellule primordiale » de la cabane, est d'abord entreposée, reconstruite dans l'espace extérieur du Musée alpin de Munich et rendue accessible au public en mars 2017 avec le mobilier historique avec le soutien financier de la Versicherungskammer Bayern.
Un bâtiment de remplacement devient inévitable, quand la cabane de catégorie I ne répond plus aux exigences actuelles en matière de protection contre les incendies, aux directives sur le lieu de travail ou aux exigences hygiéniques de la législation alimentaire sur des points essentiels. Le bâtiment de remplacement avec des capacités d'hébergement élargies et des infrastructures modernes et respectueuses de l'environnement est prévu depuis la fin des années 1990 et le coût est estimé à plus de 4,5 millions d'euros.
Le bâtiment de remplacement, avec un toit en appentis non-conventionnel au lieu d'une bâtière, tient compte du grand danger d'avalanche dans le Höllental et des exigences associées de la loi sur les assurances ainsi que des exigences officielles étendues en matière de protection contre les incendies, des directives sur le lieu de travail et des exigences hygiéniques de la législation alimentaire.
Après de violents orages le 13 juin 2020, qui ont endommagé plusieurs ponts sur le chemin de la cabane, 60 randonneurs sont bloqués à la cabane et doivent être évacués en hélicoptère le lendemain.

## Chemins d'accès
- De Hammersbach ou Obergrainau par le Höllental et le Höllentalklamm (env. 2 h 00 min) ou via le "Stangensteig" (2 h 30 min).
- De la Kreuzeckhaus via le Hupfleitenjoch (2 h 30 min, expérience requise).
- Depuis l'Osterfelderkopf (station de montagne de l'Alpspitzbahn) via la Rinderscharte (env. 4 h 30 min) ou également via le Hupfleitenjoch (env. 4 h 00 min, expérience requise pour les deux itinéraires).

## Sites à proximité
Ascensions
- Zugspitze (2 962 m) via le Höllentalferner (ascension du glacier) en 5 h 00 min.
- Alpspitze (2 628 m) via le Matthaisenkar et le Grieskarscharte en 4 h 00 min.

Une expérience en via ferrata est requise pour les deux circuits ci-dessus.
- Großer Waxenstein (2 277 m) en 2 à 3 heures
- Riffelscharte (2 161 m) jusqu'à l'Eibsee (972 m) en 4 heures
- Le Rindersteig et le Rinderscharte (2 095 m) jusqu'à la station amont de l'Alpspitzbahn
- Le Knappenhäuser et le Hupfleitenjoch (1 750 m) jusqu'à la station supérieure de la Kreuzeckbahn